# Spilosoma costimacula
Spilosoma costimacula är en fjärilsart som beskrevs av John Henry Leech 1899. Spilosoma costimacula ingår i släktet Spilosoma och familjen björnspinnare. Inga underarter finns listade i Catalogue of Life.